# ユダヤ戦争

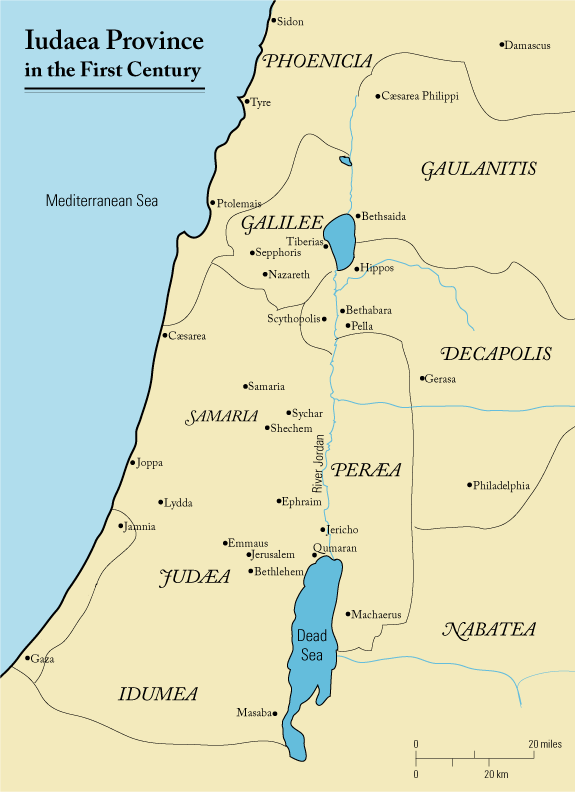
1世紀のユダヤ属州

ユダヤ戦争（ユダヤせんそう、ヘブライ語: המרד הגדול、アルファベット表記：ha-Mered Ha-Gadol）は、帝政ローマ期の66年から73年（あるいは70年）まで、ローマ帝国とローマのユダヤ属州に住むユダヤ人との間で行われた戦争である。

## 経緯

### 開戦までの経緯
ヘロデ大王の死後、ユダヤ属州はローマの総督によって直轄されていたが、大王の孫であったアグリッパ1世は巧みにローマ側にすりよって、41年にユダヤの統治を委ねられた。このアグリッパ1世が44年に病死すると、再びユダヤ地方はローマの直轄地となった。当時のローマ帝国は基本的に被支配民族の文化を尊重し、統治者としてバランスのとれた巧みな統治政策を示しているが、多神教文化であった地中海世界の中で、一神教を奉ずるユダヤは特殊な文化を持った地域であったため、支配されていたユダヤ人のローマへの反感は日増しに高まった。

### 開戦
フラウィウス・ヨセフスによると、「ユダヤ戦争」が勃発した発端はカイサリアにおけるユダヤ人の殺害であったという。即ち、当時のユダヤ属州総督フロルスがエルサレムのインフラ整備のための資金として神殿の宝物を持ち出したことにあったといわれている。これをきっかけにエルサレムで過激派による暴動が起こった。ユダヤ側の指導者は、シモン・バル・ギオラ（Simon Bar-Giora）、ギスカラのヨハネ（John of Gischala）、エルアザル・ベン・シモン（Eleazar ben Simon）らと伝えられるが、いずれも強硬派・原理主義者に属した点も事態過激化への呼び水となった。
ローマ側は暴動の首謀者の逮捕・処刑によって事態を収拾しようとするが、逆に反ローマの機運を全土に飛び火させてしまう。主導権争いと仲間割れを繰り返し、意思統一ができていなかったユダヤ人たちは反ローマで結束し、隠遁修行生活をしていたエッセネ派も反乱に加わった。フロルスはシリア属州の総督が軍団を率いて鎮圧に向かうも、反乱軍の前に敗れてしまう。事態を重く見たネロ帝は将軍ウェスパシアヌスに三個軍団を与えて鎮圧に向かわせた。
ウェスパシアヌスは息子ティトゥスらと共に出動すると、エルサレムを攻略する前に周辺の都市を落として孤立させようと考え、ユダヤの周辺都市を各個撃破していった。こうしてウェスパシアヌスらはユダヤ軍を撃破しながら、サマリアやガリラヤを平定し、エルサレムを孤立させることに成功した。

### エルサレム陥落
68年4月、ガリア・ルグドゥネンシス属州総督であったガイウス・ユリウス・ウィンデクスによる反乱が発端となって、同年6月にネロが自殺。69年には4人のローマ人が次々と皇帝に即位（「4皇帝の年」）した他、ゲルマニアでガイウス・ユリウス・キウィリスを首謀者とした反ローマの反乱が勃発する等、ローマは大混乱に陥った。ウェスパシアヌスもエルサレム攻略を目前にして、ローマへ向かった。ローマ軍の司令官不在のまま、ユダヤ戦争は一旦、戦線膠着状態となった。
69年12月にアウルス・ウィテッリウスが殺害され、唯一のローマ皇帝としてローマ帝国を掌握したウェスパシアヌスは懸案のエルサレム陥落を目指して、ティトゥスを攻略に向かわせた。70年、ユダヤ人たちは神殿やアントニウス要塞に拠って頑強に抵抗したが、圧倒的なローマ軍の前に敗北し、エルサレム神殿はユダヤ暦第6月8日、9日、10日に火を放たれて炎上し、エルサレムは陥落した。エルサレムを舞台とした叛乱は鎮圧され、ティトゥスはローマへと凱旋した。このときつくられたのが、フォロ・ロマーノに今も残るティトゥスの凱旋門である。そこにはエルサレム神殿の宝物を運ぶローマ兵の姿が刻まれている。

### マサダの戦い

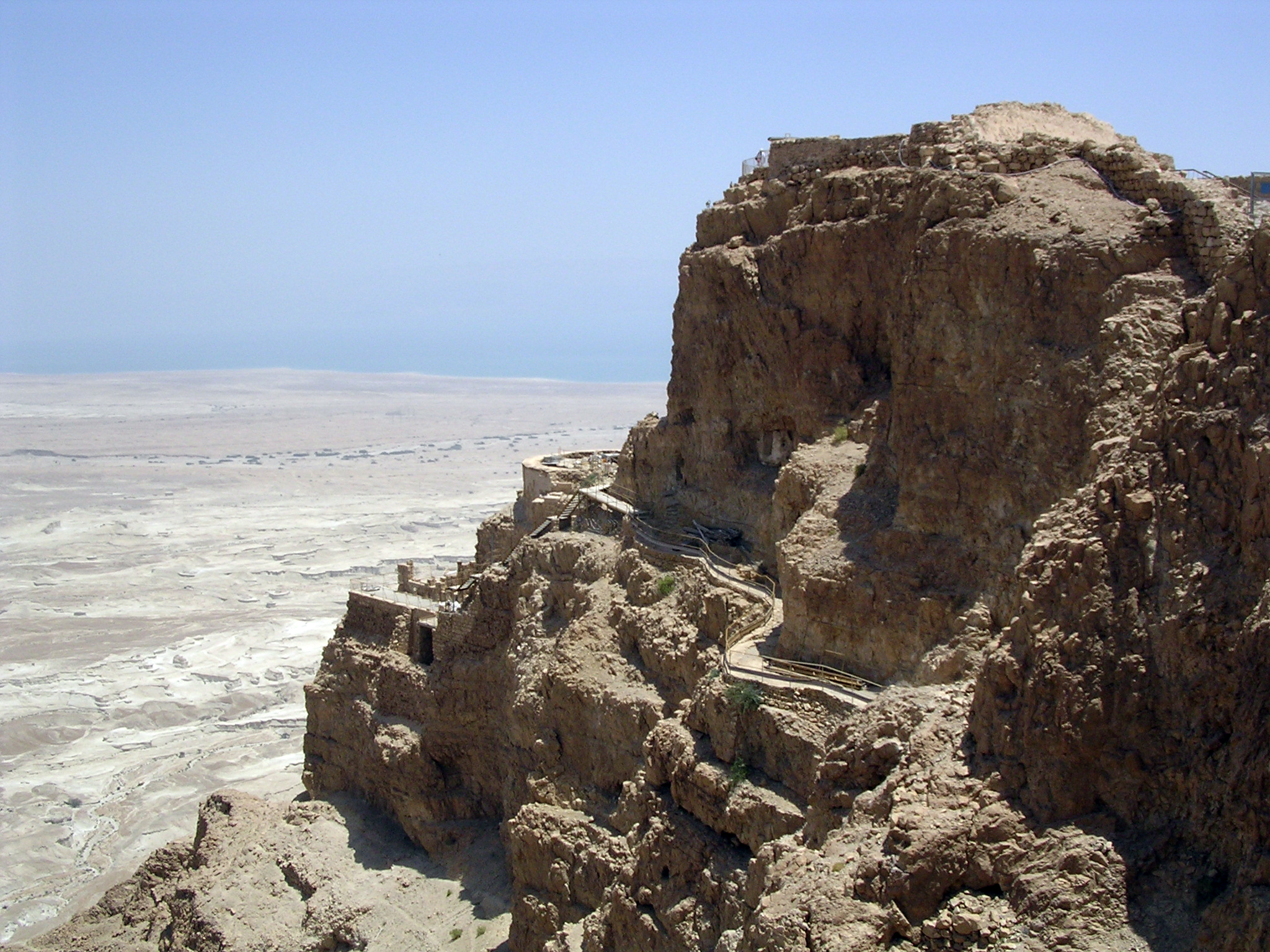
マサダ

エルサレムは陥落したが、ギスカラのヨハネら一握りのユダヤ人が、かつてヘロデ大王の築いたマサダやヘロディオン、マカイロスといった各地の砦に立てこもって抵抗を継続した。中でも約1千人のユダヤ人が籠城したマサダ砦の戦いは、詳細な記録が残されている。マサダは切り立った岩山の上にあり、包囲したローマ軍団の指揮官・ルキウス・フラウィウス・シルバは力攻めは不可能と判断し、周囲の断崖を埋めて突入路を築く作戦を立てた。3年がかりで砦の絶壁が埋められ、完成目前となった突入路を見て敗北を悟ったユダヤ人集団は、ローマ軍の突入前夜に自ら集団自決した。73年の出来事とされるマサダ陥落で、ユダヤ戦争は終結した。

### 戦後のユダヤ
この戦争を「第1次ユダヤ戦争」といい、ハドリアヌス帝治世下の132年から135年にかけて再び勃発したバル・コクバを指導者とする叛乱（バル・コクバの乱）は「第2次ユダヤ戦争」と称される。
この戦争以後、エルサレムにローマの一個軍団（第10軍団）が常駐することになった（それまではユダヤ人の民族感情を刺激しないためにカイサリアに駐屯していた）。
ガリラヤ攻略戦でローマに投降したユダヤ側将校のフラウィウス・ヨセフスは、この戦争の経過を詳細に書き残した。これが「ユダヤ戦記」である。戦争の参加者自らの書いた一次史料として貴重な記録であるが、伝わるはずのないマサダ砦の指導者の「最後の演説」などが含まれており、ヨセフスの主観や後世の脚色も多分に含まれているとされる。